# Estádio Salvador Venâncio da Costa
Estádio Salvador Venâncio da Costa – stadion piłkarski, w Vitória, Espírito Santo, Brazylia, na którym swoje mecze rozgrywa klub Vitória Futebol Clube. Obok znajduje się drugi stadion z bieżnią lekkoatletyczną.